# Пьеса для пассажира
«Пьеса для пассажира» — фильм режиссёра Вадима Абдрашитова, вышедший на экраны в 1995 году.

## Сюжет
Николай отсидел 7 лет за незаконную предпринимательскую деятельность. Во время заключения он потерял дочь, которая умерла от воспаления лёгких в то время, когда жена навещала его в колонии. Николай разбогател после перестройки, когда его прежняя деятельность стала законной. Но он живёт только жаждой отомстить молодому судье, который осудил его на семь лет. Бывший судья, Олег, теперь работает проводником в поезде, и Николай, познакомившись с ним в вагоне, снимает у него комнату в курортном городке. В качестве мести Николай, с помощью нанятой проститутки, разрушает семью Олега. Кроме того, даёт ему работу в своём магазине, с целью подставить бывшего судью на воровстве, но мести всё не получается.

## В ролях
- Игорь Ливанов — Николай
- Сергей Маковецкий — Олег
- Ирина Сидорова — Марина
- Юрий Беляев — Кузьмин
- Нелли Неведина — Ольга
- Ерванд Арзуманян — Рубен, хозяин магазина
- Оксана Мысина — Инна
- Любовь Германова — Валентина

## Награды
- 1996 — КФ «Созвездие», приз за лучшую главную мужскую роль (Игорь Ливанов)
- 1995 — МКФ в Берлине, приз «Серебряный Медведь» за выдающиеся художественные достижения (Вадим Абдрашитов)
  - МКФ «Балтийская жемчужина» в Риге-Юрмале, приз за лучшую мужскую роль (Сергей Маковецкий)
  - ОРКФ «Кинотавр» в Сочи, приз за лучший фильм конкурса «Панорама» (Вадим Абдрашитов)
  - Премия «Золотой Овен», приз «Надежда» (Оксана Мысина)
  - Приз кинопрессы лучшему актеру года (Сергей Маковецкий)
- 1994 — Российско-германский конкурс сценариев, премия им. Эйзенштейна (Александр Миндадзе)